# Linda Lingle

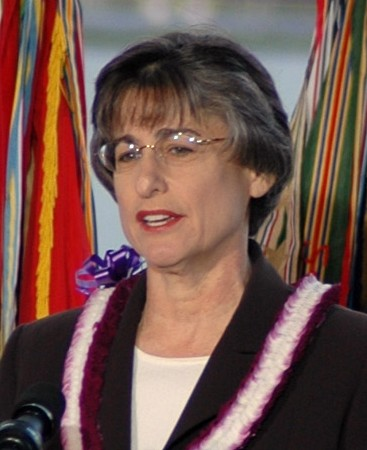
Linda Lingle (2006)

Linda Lingle (* 4. Juni 1953 als Linda Cutter in St. Louis, Missouri) ist eine US-amerikanische Politikerin (Republikanische Partei). Vom 2. Dezember 2002 bis zum 6. Dezember 2010 fungierte sie als sechste Gouverneurin des Bundesstaates Hawaii.
Die in St. Louis, Missouri, geborene Lingle zog im Alter von zwölf Jahren mit ihrer Familie in den Süden Kaliforniens und machte ihren Abschluss an der Birmingham High School in Lake Balboa, einem Ortsteil von Los Angeles. Im Jahr 1975 erwarb sie den Bachelor in der Fachrichtung Journalismus an der California State University in Northridge. Kurze Zeit darauf folgte sie ihrem Vater nach Hawaii, wo sie zuerst in Honolulu arbeitete und später auf Molokaʻi eine eigene Zeitung, die Molokai Free Press, herausbrachte. Von 1990 bis 1998 war sie Bürgermeisterin des Maui County.
1998 kandidierte sie erstmals als Gouverneurin, unterlag aber dem demokratischen Amtsinhaber Ben Cayetano knapp. Danach stand sie bis 2002 der Republikanischen Partei auf Staatsebene vor. In diesem Jahr konnte sie sich dann bei ihrer zweiten Kandidatur mit 51,6 Prozent der Stimmen gegen Vizegouverneurin Mazie Hirono durchsetzen. 2006 gelang ihr mit einem deutlichen Sieg gegen Randy Iwase die Wiederwahl. 
Mit Lingles erstmaliger Wahl waren einige Besonderheiten verbunden. So war sie die erste weibliche Gouverneurin von Hawaii, die erste jüdische Gouverneurin, die erste ohne Kinder und die erste, die bereits zweimal geschieden war. Nach acht Jahren im Amt konnte sie nicht erneut kandidieren; ihr Vizegouverneur James Aiona, der sich um ihre Nachfolge bewarb, verlor gegen den Demokraten Neil Abercrombie, der Linda Lingle am 6. Dezember 2010 ablöste.
Lingle bewarb sich im November 2012 vergeblich um ein Mandat Hawaiis im US-Senat. Obwohl sie die Vorwahlen der Republikaner für sich entscheiden konnte, unterlag sie am Ende ihrer demokratischen Kontrahentin Mazie Hirono in einer klaren Entscheidung.
Seit Januar 2015 ist sie erneut in einer politischen Funktion tätig, nachdem sie der Gouverneur von Illinois Bruce Rauner zu einer ranghohen Beraterin in seiner Regierung ernannte. Dabei soll sie Rauner in sämtlichen politischen Fragen beraten.